# Tombe du Soldat inconnu
Pour les articles homonymes, voir Soldat inconnu.

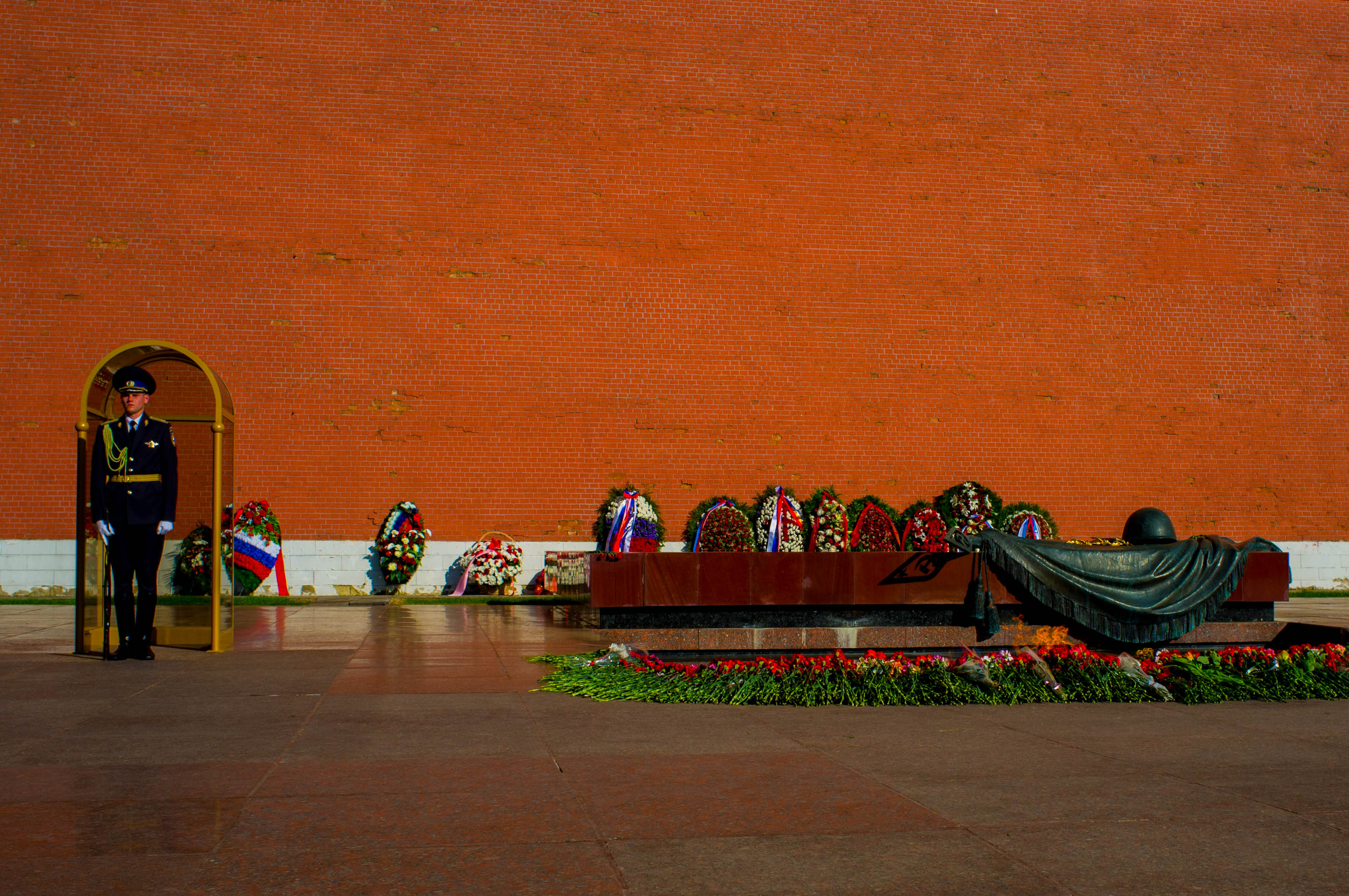
La tombe du Soldat inconnu à Moscou en 2012.

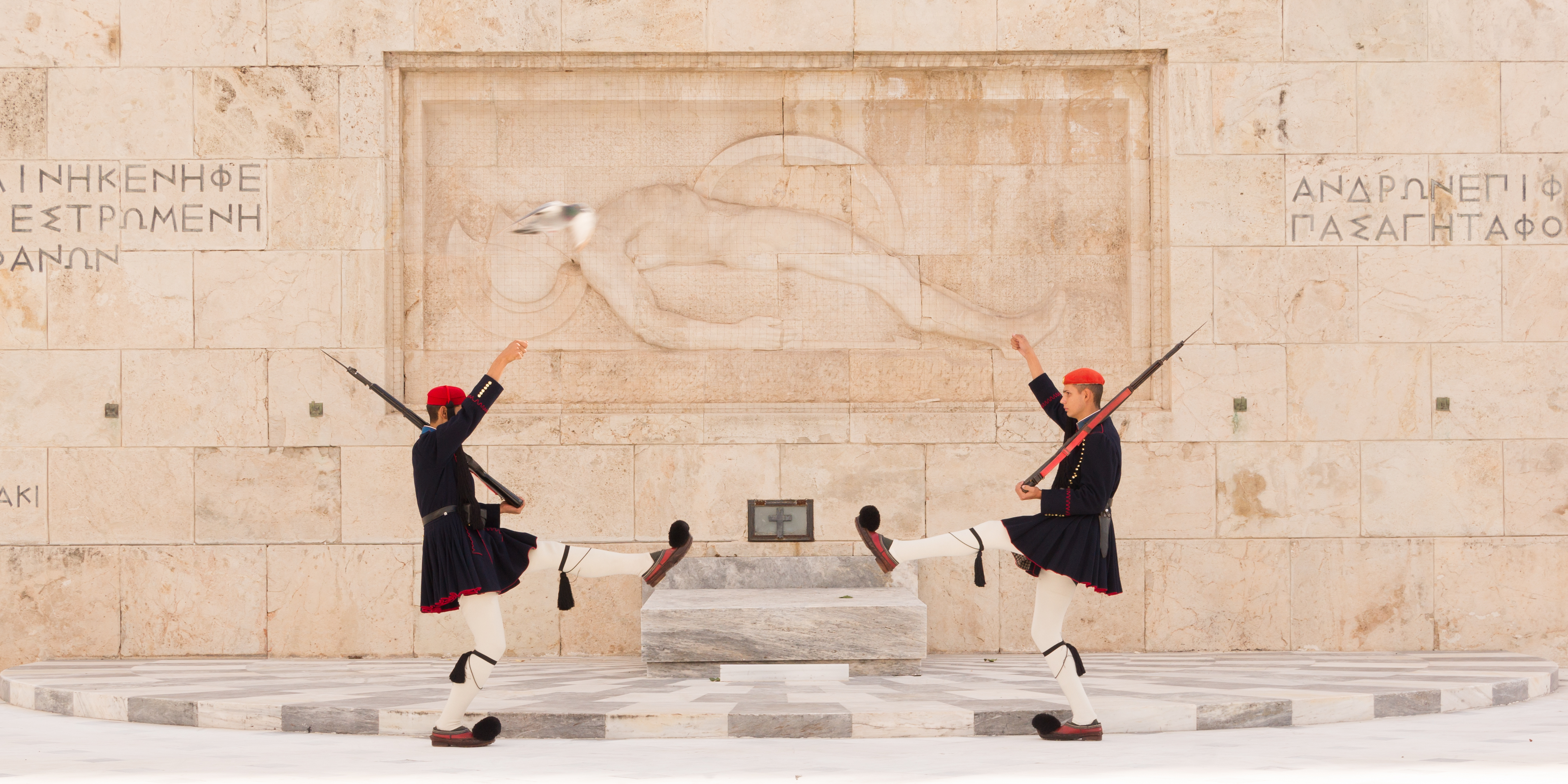
Evzones en uniforme cérémoniel devant la tombe du soldat inconnu (Athènes).

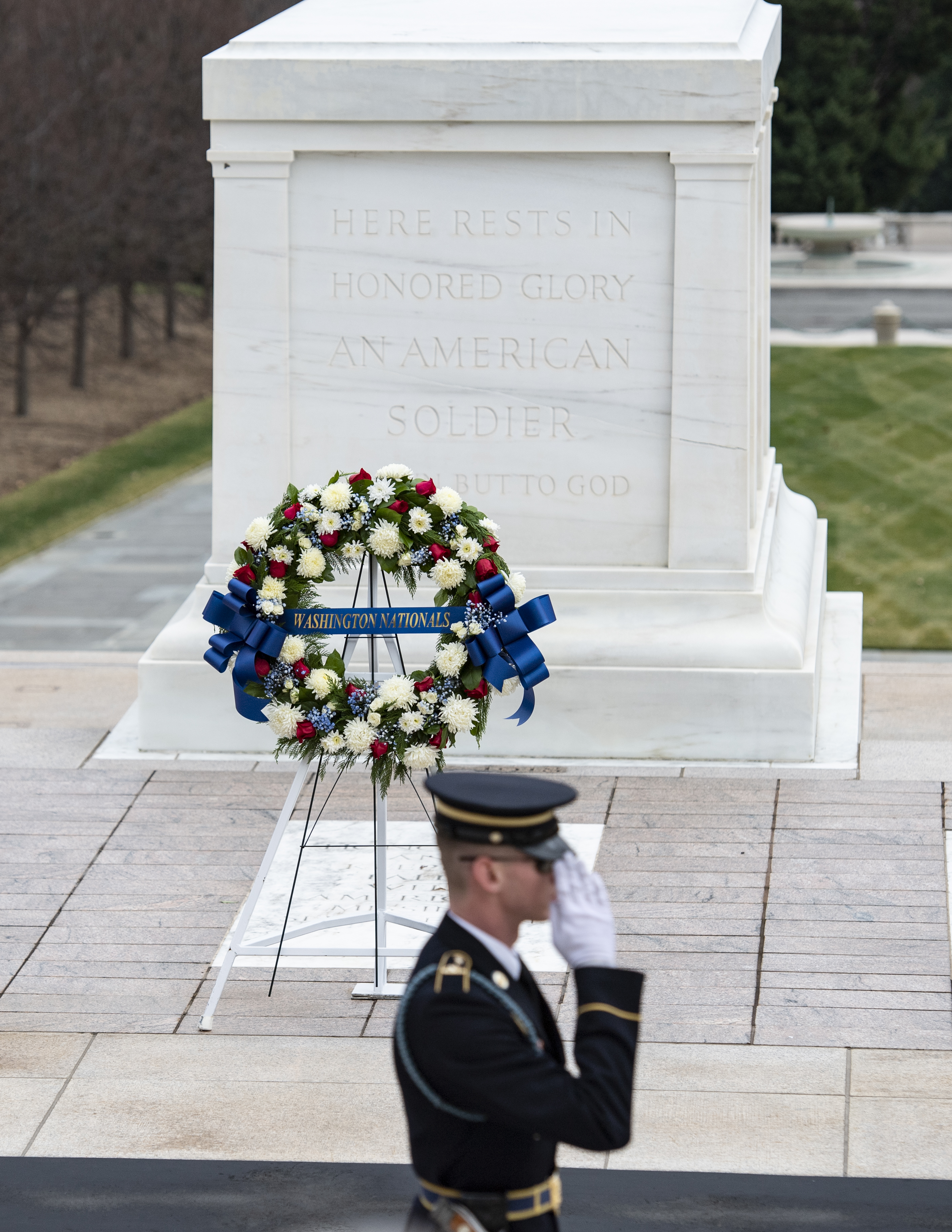
La tombe des Soldats inconnus au cimetière national d'Arlington (Arlington)

La tradition de la tombe du Soldat inconnu est née de la Première Guerre mondiale et se retrouve dans de nombreux pays. 
Une telle tombe contient les restes d'un soldat tué au combat et dont on ignore le nom et quelquefois même la nationalité. En tant que mort inconnu, il représente tous les morts du conflit. Pour certains pays, le soldat est tombé avant ou après la Première Guerre mondiale.

## Les premières tombes des Soldats inconnus
Les deux premiers soldats inconnus installés dans une telle tombe furent un Français et un Anglais, le 11 novembre 1920, en l'honneur des combattants tués pendant la Première Guerre mondiale, dans la tombe française du Soldat inconnu se trouvant à Paris, sous l'arc de triomphe de l'Étoile et la tombe anglaise du Soldat inconnu se trouvant à Londres à l'abbaye de Westminster.

## Emplacement des tombes du Soldat inconnu dans le monde

Allée des Héros, tombe du Soldat inconnu (Kiev)

- Albanie : statue et place du Soldat inconnu à Tirana.
- Arménie : parc de la victoire, près de la statue mère Arménie, à Erevan.
- Algérie : sous le Monument des Martyrs, à Alger.
- Allemagne : les tombes du Soldat et du Résistant inconnus à la Neue Wache, à Berlin.
- Argentine : le propylée abritant la tombe du Soldat inconnu (mort pendant le combat de San Lorenzo en 1813) à Rosario.
- Australie : la tombe du Soldat inconnu australien au Mémorial australien de la guerre, à Canberra.
- Belgique : la tombe du Soldat inconnu se trouve devant la colonne du Congrès à Bruxelles.
- Bulgarie : la Flamme éternelle du monument du Soldat inconnu à Sofia.
- Canada : la tombe du Soldat inconnu, devant le Monument commémoratif de guerre du Canada à Ottawa.
- Espagne : le Monument à ceux qui sont tombés pour l'Espagne, à Madrid, contient les restes de combattants inconnus tombés lors du soulèvement du Dos de Mayo et le Fossar de les Moreres, contient les restes de combattants inconnus tombés lors de la défense de la ville de Barcelone, durant la guerre de Succession d'Espagne (1701-1714).
- États-Unis : la Tombe des Inconnus, au cimetière national d'Arlington, près de Washington.
- France :
  - la tombe du Soldat inconnu, sous l'arc de triomphe de l'Étoile à Paris.
  - la tombe du Soldat inconnu de la guerre d'Algérie, à la Nécropole nationale de Notre-Dame-de-Lorette, sur le territoire de la commune d'Ablain-Saint-Nazaire, inaugurée le 16 octobre 1962[1],[2].
- Gambie : Le Soldat inconnu est situé au rond-point devant l'Arche 22 à Banjul.
- Grèce : la tombe du Soldat inconnu sur la place Syntagma, à Athènes.
- Irak : la Tombe du Soldat inconnu, à Bagdad.
- Inde : La tombe du Soldat inconnu situé sous la Porte de l'Inde (New Delhi).
- Italie : la tombe du Soldat inconnu située au monument à Victor-Emmanuel II à Rome.
- Luxembourg : la tombe du Soldat inconnu sur le mausolée aux soldats français morts dans le Grand Duché à Luxembourg.
- Liban : la tombe du Soldat inconnu située en face du Musée National à Beyrouth.
- Maroc : la tombe du Soldat inconnu est située au pied de la tour Hassan à Rabat.
- Nouvelle-Zélande : la tombe du Soldat inconnu est située au Mémorial national de la Guerre à Wellington.
- Pologne : il existe quatre tombes de Soldat/Insurgé inconnu en Pologne :
  - une à Varsovie,
  - une à Cracovie,
  - une à Łódź,
  - un Monument à l'insurgé inconnu (pl) de l'insurrection de Grande-Pologne à Bydgoszcz.
- Portugal : la tombe du Soldat inconnu, au monastère de Batalha à Batalha.
- République tchèque : tombe du Soldat inconnu au Mémorial national de Vítkov à Prague.
- Roumanie : la tombe du Soldat inconnu, à Bucarest.
- Royaume-Uni : la tombe du Soldat inconnu, dans l'abbaye de Westminster, à Londres.
- Russie : la tombe du Soldat inconnu, à Moscou, dans le Jardin Alexandre, le long du mur ouest du Kremlin.
- Serbie : le monument au Soldat inconnu du mont Avala, au sommet du mont Avala, au sud-est de Belgrade.
- Syrie : la tombe du Soldat inconnu se trouve à Najha au sud de Damas.
- Ukraine : la tombe du Soldat inconnu tombé durant la Seconde Guerre mondiale au Mémorial de la Gloire éternelle.
- Tunisie : la tombe du soldat inconnu représente une sépulture militaire symbolique qui était située sur l'emplacement actuel de la statue d'Ibn Khaldoun dans le centre-ville de Tunis depuis l'année 1957 lors de la Seconde Guerre mondiale. La deuxième tombe du soldat inconnu de la Tunisie se trouve à Souk Es Sekajine à la médina de Tunis.

## Culture
- Cinéma 
  - Le film La Vie et rien d'autre de Bertrand Tavernier, traite du thème de la recherche du soldat inconnu.
  - La dernière Bataille du soldat inconnu, sorti en 2008, est un documentaire de 52 minutes de Christophe Weber, produit par Sunset Presse et l'INA pour France 5.
  - Le film Tirailleurs, sorti en 2022, émet l'hypothèse que le soldat inconnu sous l'Arc de Triomphe soit un tirailleur sénégalais.
- Musique
  - Les Doors ont composé la chanson The Unknown soldier sur l’album Waiting for the Sun.
- Jeu vidéo
  - Ubisoft a créé un jeu se nommant « Soldats Inconnus : Mémoire de grande guerre ».